# 兰佐
兰佐（義大利語：Ranzo），是意大利因佩里亚省的一个市镇。总面积11.73平方公里，人口565人，人口密度48.2人/平方公里（2009年）。ISTAT代码为008048。